# 往来を妨害する罪
往来を妨害する罪（おうらいをぼうがいするつみ）とは、公共の交通に対する妨害行為によって成立する犯罪。刑法第124条から第129条まで（第二編　罪　第十一章 「往来を妨害する罪」）に規定されている。

## 犯罪類型

### 往来妨害罪
かかる行為によって人を死傷に至らしめた場合は傷害罪と比較して重い刑に処される。すなわち、人を傷害した場合は傷害罪と同様に15年以下の拘禁刑または50万円以下の罰金に、人を死亡させた場合は傷害致死罪と同様に3年以上の有期拘禁刑に処せられる。
「陸路」の意味は二通り存在し、鉄道線路を含む（＝地上交通の意味）か、含まない（＝道路交通の意味）かは明記されていない。一般には後者の意味合いで使われる。

### 往来危険罪
「その他の方法」には、無人列車を暴走させる行為（三鷹事件、最高裁判決1955年6月22日昭和26(あ)1688 ）や、いわゆる線路への置石なども含まれる。

### 過失往来危険罪
第2項でいう「業務に従事する者」とは、直接または間接に汽車・電車または艦船の交通往来の業務に従事する者のことである（大判昭和2年11月28日刑集6巻472頁）。また、当該業務は兼務でもよく、たとえば、電車の運転手兼車掌である者が上司の許可を得ずに列車を運転した場合も、業務上の行為とされる（最判昭和26年6月7日刑集5巻7号1236頁）。
なお、人の死傷を生じた場合には過失致死傷罪、重過失致死傷罪または業務上過失致死傷罪にも問われる。本罪は、他に人がいない鉄道・船舶の回送車両・船舶や、貨物車両・船舶などにおいても適用され得る。